# Bassirou
Bassirou is een gemeente (commune) in de regio Mopti in Mali. De gemeente telt 1700 inwoners (2009).
De gemeente bestaat uit de volgende plaatsen:
- Moussawal
- Pathia
- Sampara
- Saré-Sana
- Siniré
- Tomonthiera (hoofdplaats)